# Juan Manuel Barrero Barrero
Juan Manuel Barrero Barrero (Badajoz, 27 juni 1980) is een gewezen Spaanse voetbaldoelman, beter bekend onder de naam Juanma.
Nadat hij zijn professionele voetbalcarrière startte bij het lokale Mérida UD, verhuisde hij in 2002 naar Atlético Madrid, waar hij tijdens het seizoen 2002-2003 opgenomen werd in de B ploeg maar reeds 2 keer werd opgeroepen voor de A ploeg. Tijdens het tweede seizoen werd hij samen met Germán Burgos en Sergio Aragoneses ongeveer evenveel opgeroepen en speelde 11 keer in de Primera División. De Colchoneros' ' konden zich platen voor de UEFA Cup.
Juanma verhuisde echter naar reeksgenoot CD Numancia, dat zich tijdens het seizoen 2004–2005 niet kon handhaven.
Daarna keerde Juanma terug naar Mérida UD en bleef op een lager niveau spelen voor achtereenvolgens UD Las Palmas, Atlético Cuidad en AD Alcorcón.
Midden juli 2010, nadat hij Alcorcón hielp voor de eerste maal in haar geschiedenis de promotie naar de Segunda División A af te dwingen, ondernam hij een internationale stap met de ondertekening van een tweejarig contract bij het Griekse Aris FC. De ploeg uit de hoogste klasse betaalde 300.000 EUR, maar moest het contract na één jaar wegens economische problemen ontbinden.
In juli 2011 tekende hij een contract bij FC Cartagena en kwam zo terecht in de Segunda División A.  Het werd een heel slecht seizoen waar geen enkele van de nieuwkomers kon overtuigen.  De ploeg degradeerde dan ook op het einde van het seizoen en het contract van de speler werd niet verlengd.
Bij de aanvang van het seizoen 2012-2013 had de speler nog geen nieuwe club gevonden totdat René Román Hinojo, beter bekend onder de spelersnaam "René", ontslagen werd door de floboyante voorzitter van FC Cartagena, Francisco Gómez Hernández.  René had nochtans de eerste competitiewedstrijd tegen Albacete Balompié gespeeld, maar de twee tegendoelpunten in de met 3-2 gewonnen wedstrijd was er te veel aan.  De speler werd op maandag 27 augustus 2012 ontslagen en dezelfde dag werd Juanma terug geroepen voor één jaar.  Toen in januari 2013 bleek dat hij slechts reserve doelman was, tekende hij voor SD Ponferradina, een ploeg uit de Segunda División A.  Maar ook bij deze ploeg was hij steeds reservist.
Daarom tekende hij tijdens het seizoen 2013-2014 voor Arroyo CP, een ploeg uit de Segunda División B en concurrent van FC Cartagena.  Bij deze ploeg kon hij weer een basisplaats afdwingen.  Onder andere door zijn secure prestaties kon de ploeg zijn behoud bewerkstelligen
Voor het seizoen 2014-2015 maakt hij de overstap naar Extremadura UD, een ploeg uit de Tercera División.

## Trainer
Vanaf het seizoen 2016-2017 werd hij trainer van de doelmannen bij Mérida AD, een ploeg uit de Segunda División B.  Vanaf februari 2020 zou hij hoofdcoach worden.  Bij zijn aantreden bevond de ploeg zich op een degradatieplaats.  Een maand later, na 28 wedstrijden, werd de competitie stilgelegd door de coronapandemie.  De ploeg bevond zich nog steeds op de voorlaatste plaats, maar doordat beslist werd om geen degradanten te hebben, behield de ploeg zijn plek.  Voor het seizoen 2020-2021 werd hij vervangen door Damián Fernando Mori Cuesta, beter bekend als Dani Mori.